# Aldisa andersoni
Aldisa andersoni is een slakkensoort uit de familie van de Cadlinidae. De wetenschappelijke naam van de soort werd voor het eerst geldig gepubliceerd in 2004 door Gosliner & Behrens.